# Palmorchis colombiana
Palmorchis colombiana är en orkidéart som beskrevs av Leslie Andrew Garay. Palmorchis colombiana ingår i släktet Palmorchis och familjen orkidéer.
Artens utbredningsområde är Colombia. Inga underarter finns listade i Catalogue of Life.